# Anjou (Isère)
Anjou ist eine französische Gemeinde mit 1.023 Einwohnern (Stand: 1. Januar 2022) im Département Isère in der Region Auvergne-Rhône-Alpes; sie gehört zum Arrondissement Vienne und zum Kanton Roussillon. Die Einwohner werden Anjoulois genannt.

## Geografie
Anjou liegt etwa 19 Kilometer südlich von Vienne. Umgeben wird Anjou von den Nachbargemeinden Ville-sous-Anjou im Norden und Nordwesten, Sonnay im Osten, Bougé-Chambalud im Süden und Südosten sowie Agnin im Westen.

## Bevölkerungsentwicklung
| Jahr                       | 1962 | 1968 | 1975 | 1982 | 1990 | 1999 | 2006 | 2017 |
| -------------------------- | ---- | ---- | ---- | ---- | ---- | ---- | ---- | ---- |
| Einwohner                  | 535  | 565  | 505  | 585  | 744  | 809  | 931  | 1013 |
| Quellen: Cassini und INSEE |      |      |      |      |      |      |      |      |

## Sehenswürdigkeiten
- Verklärungs-Kirche, 1839 bis 1842 erbaut
- Schloss Anjou mit Park, seit 2009 Monument historique
- Schloss Fondru aus dem 19. Jahrhundert
- Schloss La Sablière

## Persönlichkeiten
- Louis Lavauden (1881–1935), Zoologe